# MCherry

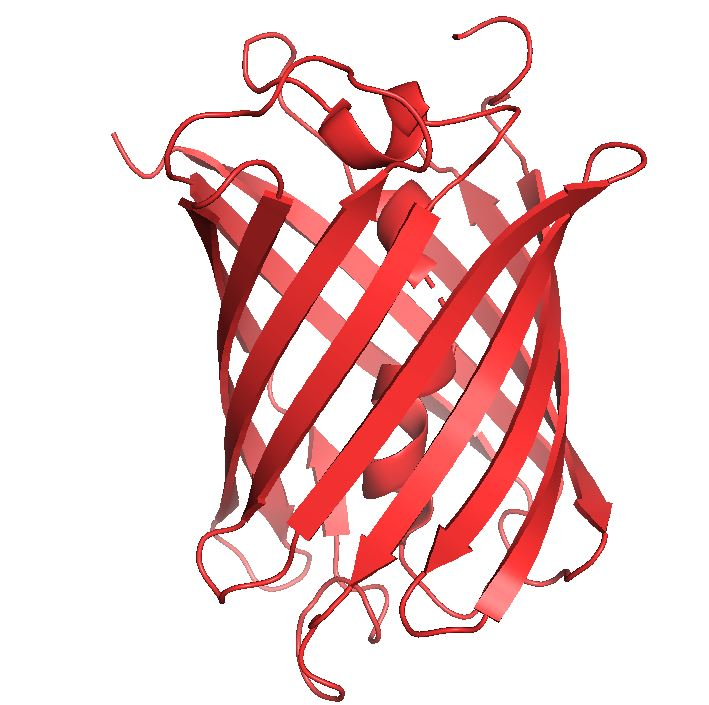
Структура mCherry (PDB ID: 2H5Q).

mCherry — белок, входящий в группу мономерных красных флуоресцентных белков mFruits. Его природный белок-предшественник DsRed (RFP) был выделен из кораллов рода Discosoma отряда морских анемон. В отличие от DsRed mCherry является мономерным белком и его флуоресценция более стабильна, чем у его природного предшественника. Флуоресцентные белки применяются как клеточные метки для биологических исследований с помощью флуоресцентной микроскопии. mCherry поглощает свет в районе 540—590 нм и испускает свет в районе 550—650 нм. mCherry входит в семейство флуорецентных белковых флуорофоров, использующихся для экспериментальной визуализации генов и анализа их функций. Редактирование генома позволило с высокой точностью вводить эти флуоресцентные тэги в геном многих модельных организмов.

## Разработка
Красный флуоресцентный белок DsRed, выделенный из морской анемоны Discosoma, является тетрамерным белком. Именно на его основе было создано большинство красных флуоресцентных белков. Однако, кроме относительно сложной тетрамерной структуры, DsRed обладает также низкой фотоустойчивостью к облучению и продолжительным временем созревания. Первоначально из DsRed был получен производный мономерный флуоресцентный белок mRFP1. Далее в ходе направленной эволюции канадским биологом Робертом Кемпбелом из Альбертского университета был получен белок второго поколения mCherry. В дальнейшем из mRFP1 были также получены аналогичные белки с различными спектрами флуоресценции (т. н. mFruits), обладавшими, кроме мономерной структуры, также высокой фотостабильностью, более быстрым созреванием, высокой устойчивостью к различной кислотности среды. mCherry обладает спектрами с наиболее длинноволновыми максимумами поглощения и эмиссии в группе, но более низким квантовым выходом по сравнению с mRFP1.

## Структура
Ген mCherry содержит 711 пар оснований. Белок включает 236 аминокислот, молекулярная масса 26,7 кДа. В 2006 году была разрешена кристаллическая структура белка. Вторичная структура mCherry включает 3 альфа-спирали и 13 β-складчатых слоёв, которые образуют β-цилиндр третичной структуры. Хромофор mCherry образуется из метионина-66, тирозина-67 и глицина-68, которые в процессе пост-трансляционной модификации формируют производнное имидазолинона. Конъюгация пи-электрона придаёт белку поглощение и эмиссию с красным сдвигом. Хромофор образуется из аминокислот, входящих в альфа-спираль, и локализуется внутри β-цилиндра, что защищает хромофор от окрущающей среды. В целом окружение хромофора в mCherry более гидрофобная, чем в родительском белке DsRed. Оба конца белка были сделаны по подобию GFP, что позволяет вводить его во многие опытные системы и модели.
Третичная структура белка похожа на структуру зелёного флуоресцентного белка (GFP).